# Горњи Вакуф-Ускопље
Горњи Вакуф-Ускопље је град и седиште истоимене општине у Федерацији БиХ, Босна и Херцеговина.
На инсистирање хрватског дела становништва које град од рата назива Ускопље, прихваћен је службени нови назив града и општине Горњи Вакуф-Ускопље.

## Географија
Горњи Вакуф-Ускопље је смештен у горњем току реке Врбас у Скопаљској долини која је дуга 27 km, а широка само 2 km. Окружен је планинама, Враницом са источне и Радушом са западне стране.
Лежи на четири реке: Врбасу, Бистричкој реци, Трновачи и Крушћици.
Надморска висина општине је од 670 до 2112 m. Општина захвата површину од 402,7 km². По попису из 1991. године у Горњем Вакуфу је живело око 25.000 становника, претежно бошњачке (14000) и хрватске (10000) националности. Горњи Вакуф-Ускопље је пре Бошњачко-хрватског сукоба спадао у ред средње развијених општина, а након потписивања Вашингтонског споразума, нашао се у саставу Средњобосанског кантона.
Клима у Горњем Вакуфу је изузетно погодна за развој повртларских култура, а поготово купуса. Клима је, услед веће надморске висине (за око 100 m), и близине великих планинских масива Вранице и Радуше оштрија у односу на умереноконтиненталну климу на подручју низводно уз Врбас. Хидролошка ситуација такође је врло повољна, што омогућава наводњавање.

## Становништво
|                      | 2013.          | 1991.           | 1981.           | 1971.           |
| Укупно               | 4 831 (100,0%) | 5 344 (100,0%)  | 3 697 (100,0%)  | 2 465 (100,0%)  |
| Хрвати               | 2 400 (49,68%) | 1 805 (33,78%)  | 1 228 (33,22%)  | 651 (26,41%)    |
| Бошњаци              | 2 287 (47,34%) | 3 274 (61,26%)1 | 2 230 (60,32%)1 | 1 694 (68,72%)1 |
| Босанци              | 37 (0,766%)    | –               | –               | –               |
| Роми                 | 36 (0,745%)    | –               | –               | 1 (0,041%)      |
| Непознато            | 16 (0,331%)    | –               | –               | –               |
| Срби                 | 15 (0,310%)    | 80 (1,497%)     | 105 (2,840%)    | 79 (3,205%)     |
| Неизјашњени          | 15 (0,310%)    | –               | –               | –               |
| Босанци и Херцеговци | 9 (0,186%)     | –               | –               | –               |
| Албанци              | 6 (0,124%)     | –               | 13 (0,352%)     | 5 (0,203%)      |
| Остали               | 6 (0,124%)     | 51 (0,954%)     | 12 (0,325%)     | 13 (0,527%)     |
| Југословени          | 1 (0,021%)     | 134 (2,507%)    | 106 (2,867%)    | 13 (0,527%)     |
| Македонци            | 1 (0,021%)     | –               | –               | –               |
| Турци                | 1 (0,021%)     | –               | –               | –               |
| Муслимани            | 1 (0,021%)     | –               | –               | –               |
| Црногорци            | –              | –               | 3 (0,081%)      | 8 (0,325%)      |
| Словенци             | –              | –               | –               | 1 (0,041%)      |

1. 1 На пописима од 1971. до 1991. Бошњаци су пописивани углавном као Муслимани.

## Историја

### Постанак и историјски развој Горњег Вакуфа
Горњи Вакуф као градско насеље настао је крајем 16. века. Сам назив града указује на то да је његово оснивање повезано са институцијом вакуфа.
За постанак Горњег Вакуфа важи аналогна ситуација као и са Доњим Вакуфом, Кулен-Вакуфом, Варцар-Вакуфом, Скендер-Вакуфом, Скуцаним Вакуфом (Сански Мост). Све ове вароши свој постанак имају захвалити Акту о увакуфљењу којим се оснивала варош, и то обично прво изградњом џамије на тргу, а онда изградњом пратећих објеката.
Постанак Горњег Вакуфа је у најужој вези са вакуфом Мехмед-бега Сточанина, а то значи да је његова џамија била од фундаменталног значаја за оснивање града. Према расположивим подацима, Мехмед-бег је своју џамију завршио 1001. хиџретске године што одговара 1592. или 1593. години. Није познато како је у почетку изгледала џамија. Судећи по расположивим подацима, претпоставља се да се радило о монументалном здању. Џамија је више пута рушена, а 1969. године на истом месту започела је изградња модерне џамије.

### Антички период
Крај око Горњег Вакуфа, као уосталом и цела Скопљанска жупа, је био одувек добро настањен.
Плодност земље, богатство шумом и дивљачи по околним брдима, као и повољни услови за рударство учинили су овај крај привлачним за људска насеља. Већ пре наше ере, с обе стране горњег тока Врбаса се настањују Илири који остављају име селу Батуши недалеко од Горњег Вакуфа.
Археолошким истраживањима је установљено да око Горњег Вакуфа постоје трагови античког живота и остаци зграда тако густи да се може помишљати на већи број мањих насеобина са већим центром. Вести античких писаца о добијању злата у провинцији Далмацији су се првенствено односиле на област средњобосанског рудогорја и у њој поготово на планину Враницу и њено подножје око Горњег Вакуфа. Можда је и то један од разлога зашто су Римљани сместили чувену станицу или пункт Ad Matricem на месту данашњег Горњег Вакуфа, куда је пролазио пут Салона-Сирмиум.

### Средњовековни период
Овај крај, односно шире узевши жупа Ускопље у Летопису Попа Дукљанина, у делу у којем се описује regnum sklavorum (Склавинија), који је настао почетком XI века, налази се први историјски спомен Ускопља. Наводи се како је хрватски краљ Михаило Крешимир II опустошио жупе Ускопље, Луку и Плеву. Босански бан видевши да се не може с њим борити, побегне угарском краљу. Како наводи летописац, Крешимир заузима целу Босну и владаше њоме.
Поред повољног географског положаја и природних богатстава један од разлога који је довео до формирања Вакуфа био је војно-стратешке природе, јер су у свим периодима турске владавине ово подручје угрожавали Млечани и ускоци, те је било неопходно формирати центар који ће имати улогу војне крајине.

### Први и Други светски рат
У Првом и Другом светском рату Вакуф је претрпио значајна разарања и људске губитке, што од пожара што од борбених дејстава. Горњи Вакуф је први пут ослобођен 12. јула 1942. године и тај датум се славио као Дан ослобођења општине.
Након рата почео је брзи развој привреде као и самог града. Пре рата у Босни и Херцеговини општина Горњи Вакуф је спадала у ред средње развијених општина бивше Југославије.

## Образовање
Основна школа „Горњи Вакуф“ је једна од најстаријих основних школа у Босни и Херцеговини. Школа је основана 1889. године, а настава се одвијала у једној босанској кући (мештани су је звали „стара пошта“). Године 1895. је изграђена прва школска зграда која је носила назив Основна пучка-народна школа. У току свог постојања више пута је паљена и уништавана.
У Горњем Вакуфу, такође постоји и средња школа. Средња школа ради на принципу „две школе под једним кровом“, где су ученици, наставници, наставни план, па чак и просторије подељени на основу националности.

## Спортски тимови
Иако је Горњи Вакуф мали град, он је пре рата имао веома развијен спорт. У граду је пре рата постојао клуб ФК „Слога“ који се такмичио у I и II републичкој лиги. Други клуб по популарности био је РК „Слога“, који се такмичио у II па у I републичкој лиги. Од објеката у граду постоји фудбалски стадион „Кошуте“ за преко 3000 гледалаца.

## Извори и напомене
1. ↑  „Popis 2013 BiH – Stanovništvo prema etničkoj/nacionalnoj pripadnosti i spolu, po naseljenim mjestima”. popis.gov.ba. Архивирано из оригинала 19. 9. 2017. г. Приступљено 19. 9. 2017.
2. ↑  „Nacionalni sastav stanovništva Republike Bosne i Hercegovine 1991.(str. 14)” (PDF). fzs.ba. Приступљено 24. 4. 2016.
3. ↑  „Nacionalni sastav stanovništva SFR Jugoslavije 1981.” (PDF). stat.gov.rs. Приступљено 24. 4. 2016.
4. ↑  „Nacionalni sastav stanovništva SFR Jugoslavije 1971.” (PDF). stat.gov.rs. Приступљено 24. 4. 2016.
5. ↑  „Национал”. Архивирано из оригинала 18. 06. 2011. г. Приступљено 17. 06. 2011.